# Land Sucha

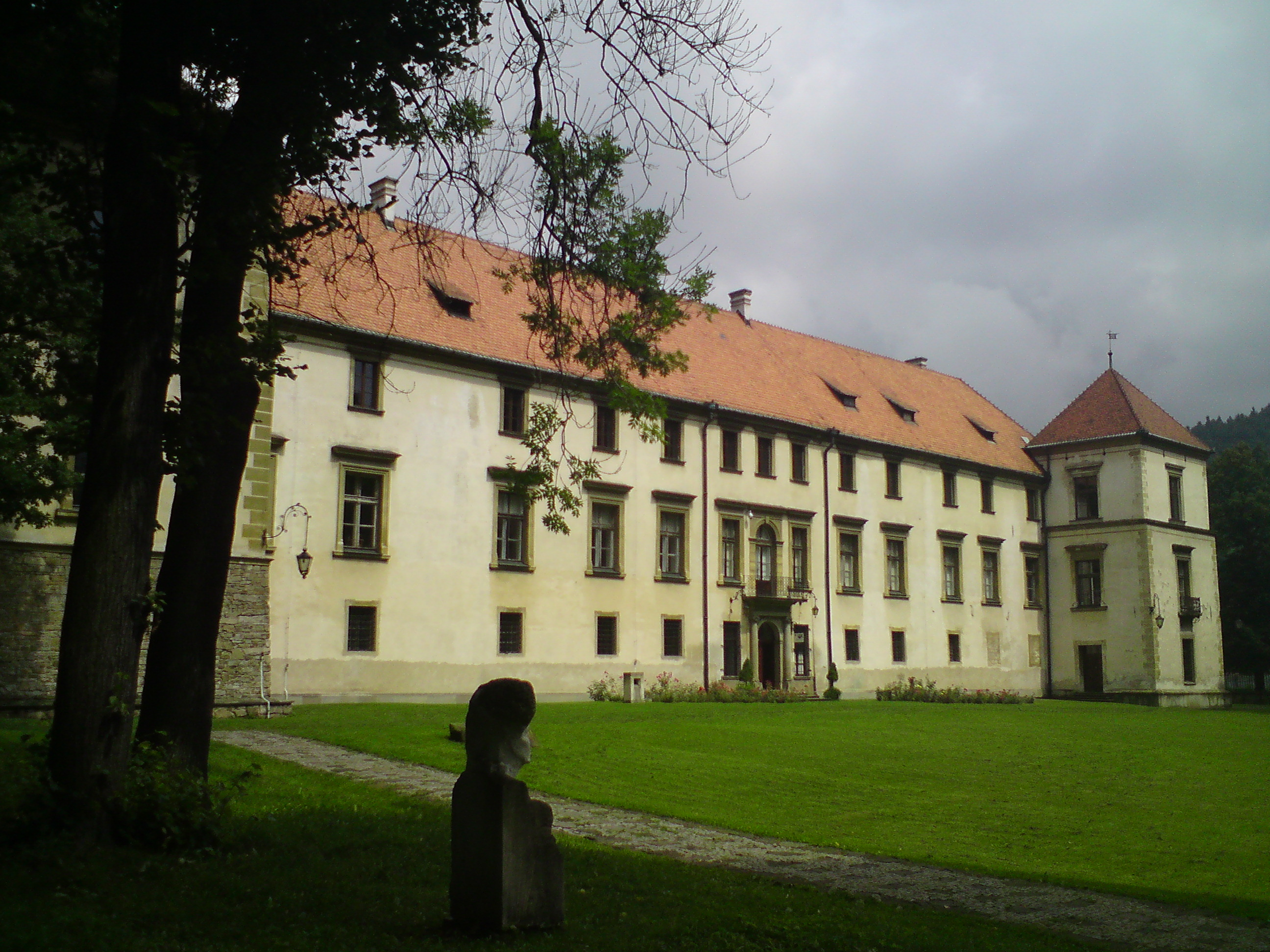
Schloss Sucha

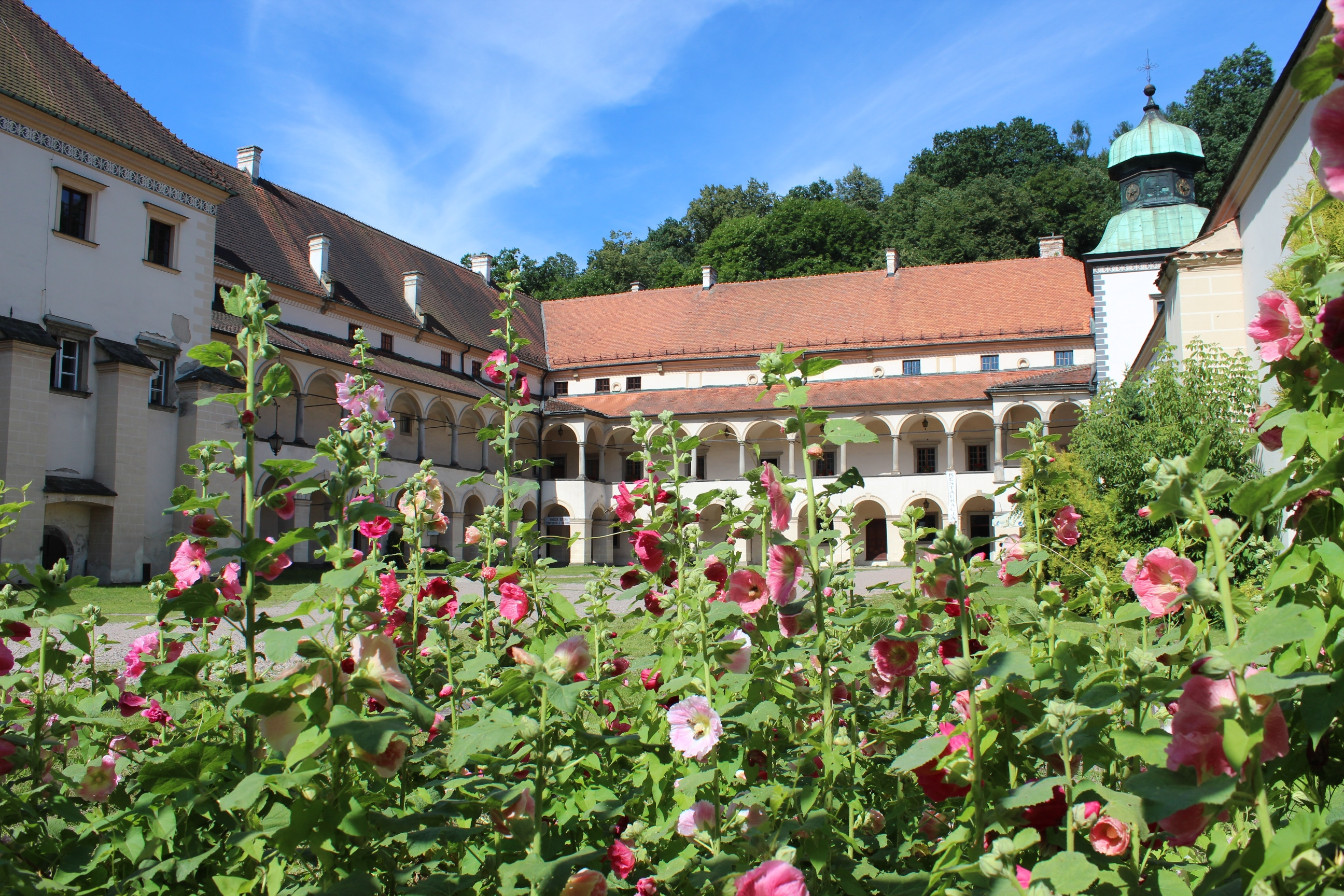
Arkadenhof des Schlosses

Das Land Sucha (polnisch Państwo suskie) war eine Latifundie der Suski, Komorowski, Wielopolski, Branicki und Tarnowski in den Tälern der Skawa und Stryszawka zwischen den Makower Beskiden und den Kleinen Beskiden. Sitz der Latifundie war das Schloss Sucha in Sucha Beskidzka.

## Geschichte
Im Jahr 1493 im Besitz des Dorfs Sucha war Stanisław Słupski, dessen Vorgänger ab dem frühen 15. Jahrhundert einige Dörfer in der Umgebung besaßen. Stanisław Słupski hatte außer Sucha auch Stryszów, Dąbrówka und Marcówka. Im Jahr 1530 waren Sucha und Zembrzyce im Besitz von Jan Zembrzycki. Am 8. Februar 1554 kaufte Kasper Castiglione, ein Krakauer Bürger italienischer Herkunft, Sucha und Stryszawa von Stanisław Słupski. 1564, gleichzeitig als die Herzogtümer Auschwitz und Zator als Kreis Schlesien an Polen eingegliedert wurden, wurde Kasper Castiglione, zum Suski de Casa Castiglione geadelt und als der adelige Besitzer von villarum Sucha et Streschawa in ducatu Zatoriensi legitimus haeres erkannt.
Die Latifundie entstand durch Dreiteilung des Land Saybusch im Wege der Erbfolge innerhalb der Magnatenfamilie Komorowski im Jahr 1608. Erbe des Landes Sucha wurde Piotr Komorowski. Im Gegensatz zum reichen Kerngebiet des Landes Saybusch im fruchtbaren Saybuscher Beckens lag das Sand Sucha in den Beskiden. Der Ertrag, den es für seinen Eigentümer erwirtschaftete, war bedeutend geringer. 1665 kam es als Mitgift an Jan Wielopolski. Es gehörte bis Mitte des 19. Jahrhunderts den Wielkopolski, die es 1846/1851 an die Branicki verkauften. 1914 kam es durch Erbfolge an die Tarnowski, die es bis 1939 bewirtschafteten, als nach dem deutschen Überfall auf Polen der letzte Eigentümer Juliusz Tarnowski nach Frankreich floh. Im Wege der sowjetischen Besetzung Polens 1944 wurden die Tarnowski enteignet und das Land Sucha aufgelöst. Heute liegen die Gebiete des Lands Sucha sowohl in der Woiwodschaft Schlesien wie auch in der Woiwodschaft Kleinpolen.